# Pere Martí i Puig
Pere Martí i Puig va ser un baixonista del S.XVIII membre de la capella de música de l'església parroquial de Canet de Mar, juntament amb altres músics com Josep i Francesc Llauger.
El 23 de maig de 1770 es van publicar edictes per a proveir una plaça de baixonista, que va serotorgada a Pere Martí i Puig. Els pactes de l’acta d’admissió recullien també que haurà d’“ensenyar de tocar lo / Baxo sens selari algun als fills originaris de dita vila que aprendrer / ne voldran / y tocar los ins-/truments sapia, / sem- pre que serà re-/querit per lo Rr. ô / Mestre de Capella”.